# 安平光佑
安平 光佑（やすひら こうすけ、2000年6月29日 - ）は、富山県氷見市出身のハンドボール選手。クウェートハンドボールリーグのブルガンSC所属。日本代表。

## 経歴
ハンドボールが盛んな富山県氷見市出身である。氷見市立西條中学校卒業後に富山県立氷見高等学校に進学すると、氷見高校では全国高等学校ハンドボール選抜大会（センバツ）、全国高等学校総合体育大会ハンドボール競技大会（インターハイ）、国民体育大会ハンドボール競技の高校3冠を達成した。

### クラブ
氷見高校卒業後には日本体育大学に進学し、大学1年次の2020年にはドイツに渡ってTHWキールのU-23チームに加入した。その後、大学3年次の2022年にはフランス・LNHディヴィジオン・アンのUSAMニーム・ガールに加入した。同年8月にはポーランド・スーペルリーガのヴィスワ・プウォツクに加入し、2023年9月には日本人男子として初めてEHFチャンピオンズリーグに出場した。
2023年には北マケドニアのマケドニア・ハンドボールスーパーリーグのRKヴァルダルに加入した。同年11月17日からクウェートで開催される第26回アジアクラブリーグハンドボール選手権（兼2024年クラブ世界選手権予選）出場のため、クウェートの アル・カーディシーヤSCに期限つき移籍。惜しくも3位となりクラブ世界選手権の出場権を逃したが、センターバックとして大会オールスターチームに選出された。
2024年1月1日には氷見市に帰省中に能登半島地震に遭った。

## 日本代表
2018年　7月U-22日本代表としてU-22東アジア選手権出場。準優勝。同年9月U-19日本代表として第8回アジアユース選手権出場。準優勝。
2019年　U-19日本代表として第8回世界ユース選手権出場。9位。
2022年12月には日本代表に初選出され、2023年1月6日スイス・ヴィンタートゥールで行われたYellow Cupのスイス戦で代表デビューし4得点を記録した。2023年10月に行われた2024年パリオリンピックのハンドボール競技・男子アジア予選では、36年ぶりの五輪自力出場の立役者となった。2024年4月には氷見市から安部賞を受賞した。
パリ五輪では予選ラウンド５戦全敗で敗退したものの、5試合で30得点26アシストをマークした。アシスト数は予選ラウンドの全チーム中１位となった。